# 인간면역결핍 바이러스와 수유
인간면역결핍 바이러스와 수유는 HIV/AIDS에 감염된 환자가 수유 중이거나 수유를 원하는 경우를 의미한다. HIV는 수유를 통해 태아에게 전달될 수 있으며 HIV가 전달되는 위험 정도는 모유에 함유된 바이러스의 양에 따라 다양하게 나타난다. 태아는 임신기간이나 분만 기간 동안 HIV에 의해 감염될 수 있다.

## 배경
WHO에 의해 설립된 HIV guideline에 따르면 HIV/AIDS에 감염된 산모가 태아에게 수유를 진행할 때는 모유 외의 다른 건강보조식품들과 함께 수유하기보다는 오로지 모유로만 수유할 것을 권고한다. 많은 연구들이 태아에게 모유로만 수유하는 것이 태아와 산모에게 유익하다고 주장하며, 모유로만 6개월 동안 수유하는 것이 태아에게의 HIV의 전달을 줄이고 태아의 첫 1년간 생존률을 높이며 산모가 출산으로 인한 건강 문제로부터 빠르게 회복할 수 있다고 언급한다.
하지만 앞의 이야기와는 반대로 다른 연구에서는 분유로 자란 아기의 경우 HIV에 감염될 확률이 19%이지만 모유로 자란 아기의 경우 HIV에 감염될 확률이 49%나 된다고 언급한다. 이러한 차이는 각 나라에서 HIV에 감염된 여성의 수유 방법에 대한 적절한 guideline을 제시하기 어렵게 하며, 특히 개발도상국의 경우 수유방법을 전환하는 것이 항상 가능하거나 안전하지 않기 때문에 더욱 문제가 된다.

## PMTCT 정책 변화
아기에게 산모의 HIV/AIDS가 전달되는 수직감염을 예방하는 프로그램인 PMTCT(Programs for prevention of mother to child transmission)와 다른 국제적 가이드라인에서는 산모와 아기에게 감염의 예방방법에 대한 정보를 제공한다. PMTCT 프로그램은 HIV 양성인 여성들에게 항레트로바이러스 치료법(antiretroviral theray, ART)을 포함하여 다양한 서비스와 권장사항에 대해 제공하며, 태아 수유 개선방법과 상담을 진행한다.
비록 PMTCT 프로그램이 여러 지역에서 시행되고 있지만 여러 제한들이 많았다는 점에서 이들의 성공에 대해서는 아직 많은 논란이 있다. 2008년, 사하라 사막 이남 지역에는 15세 이하의 HIV 감염자들이 약 430,000명으로 추정되었다. HIV 양성판단을 받은 여성들은 PMTCT 서비스에 대한 참여나 순응도가 부족했으며, 깨끗한 물을 구할 수 없는 상황에서 모유가 아닌 다른 방법으로 수유를 하라는 지침을 지키는 것은 거의 불가능했다. 많은 여성들은 그들의 HIV 상태에 대해 아는 것을 두려워했다. 이는 대부분 HIV 양성 산모들은 남성으로부터 충분한 도움을 받지 못했고, HIV 환자라고 낙인찍혀 그들의 공동체에서도 배제되었기 때문이다. 대부분 여성들은 결국 프로그램들과의 연락을 끊었고, 결국 태아에게 HIV를 전염시키는 결과가 나타나게 되었다. 이러한 프로그램의 중단은 결국 프로그램이 산모들에 대한 충분한 정보를 가지고 있지 않았기 때문에 일어난 것이며, 산모들이 다양한 수유 방법을 시도하는 것이 얼마나 어려운 일인지에 대해 깨닫게 해준다.

## 서로 다른 문화 간의 경험
HIV가 태아에게 전달되는 수직감염에 예방하기 위해 이용가능한 자원에 접근하는 방식은 문화마다 차이가 있다. 미국과 유럽과 같은 자원이 풍부한 국가들에서는 HIV 수직감염이 사실상 거의 제거되었다고 볼 수 있다. 개발도상국에서 이용가능한 의학적 자원들은 HIV 양성판정을 받은 산모들을 위한 약, 태아의 감염 노출을 줄이기 위한 제왕절개, 수유방식의 변화 등을 포함할 수 있다. HIV에 감염된 산모들은 상담원들에게 수유와 건강에 대한 추천사항과 전문적 지식을 요구한다.

## 같이 보기
- 후천면역결핍증후군
- HIV/AIDS의 관리